# Josta Hoffmann
Josta Hoffmann (* 1942) ist eine deutsche Schauspielerin.

## Leben
Den Beruf einer Schauspielerin erlernte sie bei Ruth von Zerboni in Gauting und hatte Gesangsunterricht bei Flori Draht in Hamburg.
Engagements führten sie ans Neue Theater Hannover, ans Operettenhaus in Hamburg, die Lübecker Bühnen (als Cleopatra in Cäsar und Cleopatra) und die Kleine Komödie in Hamburg. Ab 1974 lebte sie in Berlin, wo sie in den Folgejahren u. a. am Theater des Westens und der Tribüne spielte. An der Volksbühne Berlin war sie in Brechts Der gute Mensch von Sezuan zu sehen.
Im Kulturellen Begegnungshaus in Berlin leitet Hoffmann Kabarettkurse und Veranstaltungsreihen.

## Filmografie
- 1970: Thomas Chatterton
- 1976: Schicht in Weiß (Regie: Hermann Leitner)
- 1979: Direktion City: Ein grüner Pudel (Regie: Helmut Meewes)
- 1980: Rattenfänger (Regie: Dieter Buchmann)
- 1980: Denkste!? Einschreiben vom Anwalt (Regie: Hans Henning Borgelt, SFB)
- 1983: Levin und Gutman
- 1990: Micks Tour (Jugendmagazin, SFB)
- 1997: Gigolo – Bei Anruf Liebe (Regie: Michael Lowitz, RTL)
- 2001: Nur mein Sohn war Zeuge (RTL)

## Veröffentlichungen
- 1968: Schallplattenaufnahme der Deutschen Uraufführung von Anatevka

## Auszeichnungen
1978: Deutscher Kritikerpreis für die Darstellung der „Jüdin“ in Die verbrannten Dichter an der „Tribüne“